# 王暉石棺及石刻
王暉石棺及石刻位於四川省蘆山縣，文物遺址年代判定為漢代。1961年7月13日公佈為四川省第二批歷史及革命文物保護單位。1980年7月7日重新公佈為四川省第一批文物保護單位。